# Parafia św. Rafała Kalinowskiego w Nowogardzie
Parafia pod wezwaniem św. Rafała Kalinowskiego w Nowogardzie – parafia należąca do dekanatu Nowogard, archidiecezji szczecińsko-kamieńskiej, metropolii szczecińsko-kamieńskiej. Jedna z parafii rzymskokatolickich w Nowogardzie. Kościół parafialny pw. św. Rafała Kalinowskiego został wybudowany w latach 1998–2008. Mieści się przy ulicy Jana Pawła II. Od 15 sierpnia 2023 proboszczem parafii jest ks. kan. mgr lic. Grzegorz Gruszka. 